# Simona Pop
Simona Pop, född 25 december 1988 i Satu Mare, är en rumänsk fäktare.
Pop blev olympisk guldmedaljör i värja vid sommarspelen 2016 i Rio de Janeiro.